# Однобічник
Однобічник (Goodyera) — рід орхідей у трибі Cranichideae. Кореневищний геофіт. Містить майже 100 видів, які поширені у Північній Америці, Центральній Америці, Євразії, північно-східній Австралії, на Мадейрі й у південно-східній Африці (у т. ч. Мадагаскарі). Центр різноманітності — у Східній Азії. 
В Україні росте один вид — Goodyera repens.

## Опис
Це переважно наземні багаторічні трав'янисті рослини з м'ясистим повзучим кореневищем і нещільною розеткою листя біля основи квіткового стебла з безліччю дрібних квіток. Висота рідко перевищує 30–50 см. Від кореневища відгалужуються як безплідні пагони з листковими розетками, так і родючі пагони, переважно повзучі й висхідні біля основи, які закінчуються суцвіттями. Багато видів утворюють відгалуження. Листки на коротких ніжках, еліптичні, характерно асиметричні, зелені з білими чи блідо-зеленими ділянками вздовж головних і поперечних жилок. Тому верхня сторона листя зазвичай має контрастний сітчастий малюнок. Стеблові листки купчасті біля основи чи сильно зменшені. Вся рослина, крім квіток, укрита злегка липкими волосками. Суцвіття одностороннє чи злегка закручене, колосоподібне. Квітки біло-зелені (іноді з коричнюватим відтінком), запилюються комахами. Спинна чашолистка і пелюстки перекриваються, утворюючи капюшон, а бічні чашолистки широко розкидані. Плоди — більш-менш яйцеподібні коробочки з деякими ребрами; всередині плоди містять численні крихітні насінини. Рослини живуть у тісному симбіозі з ендотрофною мікоризою, це означає, що насіння може розвиватися лише після зараження спорами мікоризних грибів. Цей механізм необхідний, оскільки тільки насіння містить малий запас речовин для самостійного проростання.

## Поширення
Маючи центр різноманітності в Східній Азії, рід Goodyera зростає в Європі, на Мадейрі, в Північній і Центральній Америці, Австралії та на островах від західної частини Індійського океану до Тихого океану.

## Таксономія та йменування
Рід Goodyera вперше був офіційно описаний у 1813 році Робертом Брауном, а опис був опублікований у «Hortus Kewensis» Вільяма Ейтона. Назва роду вшановує Джона Гудєра. Загальне розмежування Goodyera залишається проблематичним, деякі автори надають докази на підтримку більш вузького кола роду.

## Використання
Види Goodyera repens, Goodyera pubescens та Goodyera oblongifolia мають відомі медичні застосування. Крім того, виділення з Goodyera oblongifolia використовують як жувальну гумку.

## Види
1. Goodyera afzelii Schltr. (1918)
2. Goodyera alveolata  Pradhan (1979)
3. Goodyera amoena  Schltr. (1911)
4. Goodyera angustifolia  Schltr. (1905)
5. Goodyera beccarii  Schltr. (1910)
6. Goodyera bifida (Blume) Blume (1858)
7. Goodyera biflora (Lindl.) Hook.f. (1890)
8. Goodyera bomiensis  K.Y.Lang (1978)
9. Goodyera boninensis  Nakai (1923)
10. Goodyera brachystegia  Hand.-Mazz. (1936)
11. Goodyera bracteata  Thouars (1822)
12. Goodyera bradeorum  Schltr. (1923)
13. Goodyera clausa (A.A.Eaton ex Ames) Schltr. (1911)
14. Goodyera colorata (Blume) Blume (1858)
15. Goodyera condensata  Ormerod & J.J.Wood (2001)
16. Goodyera corniculata (Rchb.f.) Ackerman
17. Goodyera crocodiliceps  Ormerod (1996)
18. Goodyera cyclopensis Ormerod (2017)
19. Goodyera daibuzanensis  Yamam. (1932)
20. Goodyera denticulata  J.J.Sm. (1934)
21. Goodyera dolabripetala (Ames) Schltr. (1908
22. Goodyera elmeri (Ames) Ames (1938)
23. Goodyera erosa (Ames & C.Schweinf.) Ames, F.T.Hubb. & C.Schweinf. (1934)
24. Goodyera erythrodoides  Schltr. (1911)
25. Goodyera fimbrilabia  Ormerod (2006)
26. Goodyera flaccida  Schltr. (1924)
27. Goodyera foliosa (Lindl.) Benth. ex Hook.f. (1890)
28. Goodyera fumata  Thwaites (1861)
29. Goodyera fusca (Lindl.) Hook.f. (1890
30. Goodyera gemmata  J.J.Sm. (1909)
31. Goodyera gibbsiae  J.J.Sm. (1922)
32. Goodyera goudotii  Ormerod & Cavestro (2006)
33. Goodyera hachijoensis  Yatabe (1891)
34. Goodyera hemsleyana  King & Pantl. (1895)
35. Goodyera henryi  Rolfe (1896)
36. Goodyera hispaniolae  Dod (1986)
37. Goodyera hispida  Lindl. (1857)
38. Goodyera humicola (Schltr.) Schltr. (1924)
39. Goodyera inmeghema  Ormerod (1996)
40. Goodyera kwangtungensis  C.L.Tso (1933)
41. Goodyera lamprotaenia  Schltr. (1911)
42. Goodyera lanceolata  Ridl. (1870)
43. Goodyera luzonensis  Ames (1915)
44. Goodyera macrophylla  Lowe (1831)
45. Goodyera major  Ames & Correll (1942)
46. Goodyera makuensis Ormerod (2013)
47. Goodyera malipoensis Q.X.Guan & S.P.Chen (2014)
48. Goodyera maurevertii  Blume (1858)
49. Goodyera micrantha  Schltr. (1923)
50. Goodyera modesta  Schltr. (1923)
51. Goodyera myanmarica  Ormerod & C.S.Kumar (2006)
52. Goodyera nankoensis  Fukuy. (1934)
53. Goodyera nantoensis Hayata (1911)
54. Goodyera novembrilis (Rchb.f.) Ormerod (1996)
55. Goodyera oblongifolia  Raf. (1833)
56. Goodyera ovatilabia  Schltr. (1923)
57. Goodyera pendula  Maxim. (1888)
58. Goodyera perrieri (Schltr.) Schltr. (1924)
59. Goodyera polyphylla  Ormerod (2006)
60. Goodyera porphyrophylla  Schltr. (1921)
61. Goodyera procera (Ker Gawl.) Hook. (1823)
62. Goodyera pubescens (Willd.) R.Br. (1813)
63. Goodyera purpusii  Ormerod (2006)
64. Goodyera pusilla  Blume (1858)
65. Goodyera ramosii  Ames  (1913 publ. 1914)
66. Goodyera recurva  Lindl. (1857)
67. Goodyera repens (L.) R.Br. (1813)
68. Goodyera reticulata (Blume) Blume (1858)
69. Goodyera rhombodoides Aver (2007)
70. Goodyera robusta  Hook.f. (1890)
71. Goodyera rosea (H.Perrier) Ormerod (2006)
72. Goodyera rostellata  Ames & C.Schweinf. in O.Ames (1920)
73. Goodyera rostrata  Ridl. (1908)
74. Goodyera rosulacea  Y.N.Lee (2004)
75. Goodyera rubicunda (Blume) Lindl. (1839)
76. Goodyera ruttenii  J.J.Sm. (1928)
77. Goodyera schlechtendaliana  Rchb.f. (1850)
78. Goodyera scripta (Rchb.f.) Schltr. (1906)
79. Goodyera sechellarum (S.Moore) Ormerod (2002)
80. Goodyera seikomontana  Yamam. (1932)
81. Goodyera similis Blume (1858)
82. Goodyera stelidifera  Ormerod (2004)
83. Goodyera stenopetala  Schltr. (1911)
84. Goodyera striata  Rchb.f. (1845)
85. Goodyera sumbawana  Ormerod (2005)
86. Goodyera taitensis  Blume (1858)
87. Goodyera tesselata  Lodd. (1824)
88. Goodyera thailandica  Seidenf. (1969)
89. Goodyera turialbae  Schltr. (1923)
90. Goodyera umbrosa D.L.Jones & M.A.Clem. (2014)
91. Goodyera venusta  Schltr. (1911)
92. Goodyera viridiflora (Blume) Blume (1858)
93. Goodyera vitiensis (L.O.Williams) Kores (1989)
94. Goodyera vittata  Benth. ex Hook.f. (1890)
95. Goodyera werneri  Schltr. (1921)
96. Goodyera wolongensis  K.Y.Lang (1984)
97. Goodyera wuana  Tang & F.T.Wang (1951)
98. Goodyera yamiana  Fukuy. (1936)
99. Goodyera yunnanensis  Schltr. (1919)
100. Goodyera zacuapanensis  Ormerod (2006)